# 彭宁
彭宁（1947年—2007年），籍贯江西省奉新县。中国第四代导演，曾执导《瞬间》《太阳和人》《初夏的风》等作品。

## 生平
彭宁是《飞夺泸定桥》作者彭加伦的长子，曾先后在北京市第四中学和北京市第三十一中学就。1961年，彭宁考入北京电影学院导演系导61班。1966年，彭宁参与执导了导61班毕业作业短故事片《红柳》，同年毕业。彭宁曾是北京电影学院的造反派头目之一，是1966年12月4日绑架北京市长彭真的“七分钟事件”的策划人之一。1970年，“七分钟事件”被重新定性，12月，彭宁作为“5·16反革命骨干”被捕。次年，九一三事件后，斗彭真事件不了了之，被关押11个月的彭宁被释放。
1975年，出狱后闲赋在家的彭宁经由长春电影制片厂副导演李前宽介绍到影片《熊迹》剧组做副导演，之后正式调入了长影厂做副导演。作为一个新人，彭宁很难获得独立执导电影的机会，所以他决定自己创作一个关于文革的剧本。他与宋戈、何孔周计划以文革期间周恩来帮助毛泽东专列摆脱林立果“小舰队”猎杀计划的故事为主题创作一个剧本，彭宁将完成的剧本大纲拿去北京让胡耀邦看。胡耀邦与彭宁的父亲彭加伦相熟，两家关系很好。胡耀邦看过剧本大纲后建议他们不要发表这个剧本。
剧本被否后，彭宁等人另起炉灶，改以小舰队为主题。为了解小舰队获得更多的细节，彭宁在1977年春节后用长影厂的介绍信，通过文化部与空军司令部联系，时任空军副司令员曹里怀同意让空军各单位配合。彭宁三人不仅从北京军区空军那里获知了林彪叛逃当晚的一些信息，还曾于1977年3月在南京旁听了对前空军司令吴法宪秘书张叔良的提审。1977年4月，三人到广州的探访也得到了广州军区和广东省委的支持。1977年下半年，剧本创作完成，取名《瞬间》。彭宁将剧本交给长影厂审批，厂里同意开拍，但却不同意由彭宁担任导演。彭宁原打算与资深导演赵心水联合执导，但也遭到了拒绝。最终该片由赵心水任导演，李前宽任副导演，梁波罗、黄梅莹等主演。1979年中，《瞬间》样片送文化部审核，并送到空军司令部征求意见。空军方面最初是同意该片公映的，但不久提出该片丑化了军队形象，可能影响空军招人，因此文化部搁置了《瞬间》的公映。1980年11月，为配合对林彪、江青两个集团的公开审判，文化部将《瞬间》公映，但观影观众非常少，不久就被下档了。
1980年，彭宁终于以导演的身份参与了电影制作，将白桦和他共同编剧的《苦恋》拍摄为电影《太阳和人》。该局从剧本发表开始就备受争议，影片拍摄过程也广受关注，引发了长达两年的批判，从未得以公映。1982年，彭宁执导影片《初夏的风》，但该片也被禁了。
由于执导电影一再被禁，彭宁离开了电影界，于1989年初移居香港从商，直至2007年去世。

## 备注
1. ↑  出生年份根据凤凰网“2007年导演彭宁去世，享年60岁”计算[1]